# 8494 Edpatvega
8494 Edpatvega eller 1990 OT4 är en asteroid i huvudbältet som upptäcktes den 25 juli 1990 av den amerikanske astronomen Henry E. Holt vid Palomarobservatoriet. Den är uppkallad efter Ed och Pat Vega.
Asteroiden har en diameter på ungefär 1 kilometer och den tillhör asteroidgruppen Adeona.